# Lijst van shorttrackrecords 5000 meter aflossing mannen
Dit is een overzicht van de schaatsrecords op de 5000 meter relay mannen bij het shorttrack.

## Ontwikkelingwereldrecord5000 meter relay shorttrack
| Nr | Naam                                                                       | Land                | Tijd     | Plaats         | Datum      |
| -- | -------------------------------------------------------------------------- | ------------------- | -------- | -------------- | ---------- |
| 1  | Jaco Mos, Richard Suijten, Peter van der Velde, Charles Veldhoven          | Nederland           | 7.22,12  | Boedapest      | 17-01-1988 |
| 2  | Kim Ki-hoon, Lee Joon-ho, Mo Ji-soo, Song Jae-kun                          | Zuid-Korea          | 7.20,63  | Harbin         | 01-12-1991 |
| 3  | Kim Ki-hoon, Lee Joon-ho, Mo Ji-soo, Song Jae-kun                          | Zuid-Korea          | 7.14,02  | Albertville    | 22-02-1992 |
| 4  | Chae Ji-hoon, Kim Ki-hoon, Lee Sung-wook, Song Tael-keun                   | Zuid-Korea          | 7.11,57  | Peking         | 13-12-1992 |
| 5  | Matthew Briggs, Michael McMillen, Andrew Nicholson, Chris Nicholson        | Nieuw-Zeeland       | 7.10,95  | Peking         | 28-03-1993 |
| 6  | Frédéric Blackburn, Marc Gagnon, Sylvain Gagnon, Bryce Holbech             | Canada              | 7.09,76  | Gjøvik         | 19-03-1995 |
| 7  | Frédéric Blackburn, Derrick Campbell, Marc Gagnon, Sylvain Gagnon          | Canada              | 7.02,48  | Montreal       | 29-10-1995 |
| 8  | Kim Dong-sung, Kim Sun-tae, Lee Ho-eung, Lee Jun-hwan                      | Zuid-Korea          | 7.00,330 | Peking         | 08-12-1996 |
| 9  | Kim Dong-sung, Kim Sun-tae, Lee Ho-eung, Lee Jun-hwan                      | Zuid-Korea          | 7.00,042 | Nagano         | 30-03-1997 |
| 10 | Kai Feng, Li Bingzhe, Li JiaJun, Yu Long An                                | China               | 6.51,930 | Peking         | 06-12-1998 |
| 12 | Eric Bédard, Marc Gagnon, Jean-François Monette, Mathieu Turcotte          | Canada              | 6.43,730 | Calgary        | 14-10-2001 |
| 13 | Eric Bédard, Jonathan Guilmette, Jeffrey Scholten, Mathieu Turcotte        | Canada              | 6.43,667 | Calgary        | 17-10-2003 |
| 14 | Ahn Hyun-soo, Cho Nam-kyu, Lee Seung-jae, Song Suk-woo                     | Zuid-Korea          | 6.42,893 | Calgary        | 18-10-2003 |
| 15 | Francois-Louis Tremblay, Charles Hamelin, Mathieu Turcote, Steve Robillard | Canada              | 6.39,990 | Peking         | 13-03-2005 |
| 16 | Kwak Yoon-gy, Lee Ho-suk, Lee Jung-Su, Sung Si-bak                         | Zuid-Korea          | 6.38,486 | Salt Lake City | 19-10-2008 |
| 17 | Jack Whelbourne, Jon ELey, Paul Stanley, Richard Shoebridge                | Verenigd Koninkrijk | 6.37,877 | Dresden        | 20-02-2011 |
| 18 | Kwak Yoon-gy, Lee Ho-suk, Noh Jin-kyu, Sin Da-woon                         | Zuid-Korea          | 6.35,884 | Shanghai       | 11-12-2011 |
| 19 | Michael Gilday, Charles Hamelin, François Hamelin, Olivier Jean            | Canada              | 6.30,958 | Calgary        | 19-10-2012 |
| 20 | J.R. Celski, John-Henry Krueger, Keith Carrol, Thomas Hong                 | Verenigde Staten    | 6.29,052 | Shanghai       | 12-11-2017 |
| 21 | John-Henry Krueger, Csaba Burján, Shaoang Liu, Shaolin Sandor Liu          | Hongarije           | 6.28,625 | Calgary        | 04-11-2018 |